# Bad Sebastiansweiler

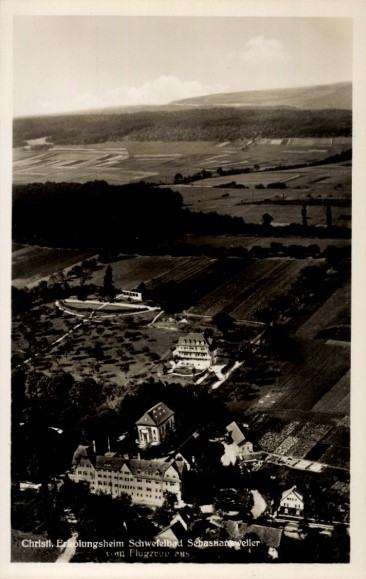
Bad Sebastiansweiler in den 1920er Jahren

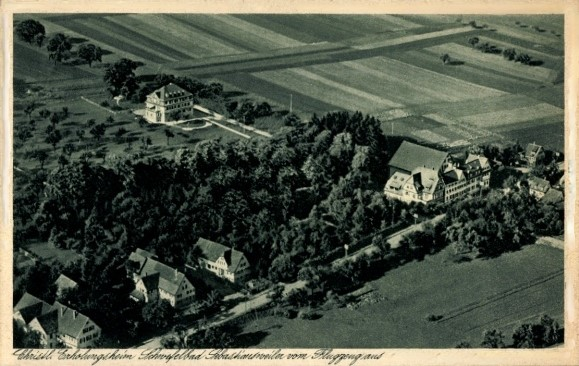
Ein Teil von Bad Sebastiansweiler, um 1930

Bad Sebastiansweiler (bis 1933 Sebastiansweiler) ist ein Stadtteil von Mössingen im Landkreis Tübingen in Baden-Württemberg (Deutschland).

## Geographie
Bad Sebastiansweiler liegt direkt an der Bundesstraße 27 zwischen Tübingen und Hechingen rund vier Kilometer südwestlich von Mössingen. Der Haltepunkt Bad Sebastiansweiler-Belsen befindet sich an der Zollernalbbahn.

## Geschichte
Der Name Sebastiansweiler geht zurück auf Sebastian Streib aus Belsen, der seit 1790 das Gasthaus „Zur Sonne“ an der „Schweizer Straße“ betrieb. 1829/30 richtete Streibs Schwiegersohn Bernhard Maier hier ein Bad ein und nutzte dafür die schon seit langem von den umliegenden Bewohnern bekannten und genutzten ergiebigen Schwefelquellen. 1831 veröffentlichte der Tübinger Chemieprofessor Georg Carl Ludwig Sigwart (1784–1864) eine chemische Untersuchung der Quellen. Kurz zuvor (1829) hatte der Tübinger Medizinprofessor Johann Heinrich Ferdinand Autenrieth (1772–1835) die „obere Quelle“ erworben und ließ sie einfassen. 1834 erwarb er auch die „alte Bäderquelle“ und machte das Bad in einer Veröffentlichung bekannt. In den Jahren 1872 bzw. 1874 erwarb der spätere Wirt des Gasthauses „Zur Sonne“ die Quellen und Gebäude. Seit 1880 war das Anwesen im Besitz von Josef Haldenwang aus Ofterdingen. Ab 1909 wurde das Bad als GmbH geführt, die aber 1918 Konkurs anmelden musste. Nach mehrmaligem Besitzerwechsel kam das Bad 1924 in den Besitz der Basler Mission. Neben dem Sonnenheim wurde 1927 eine kleine Kapelle gebaut. 1933 erfolgte die Anerkennung als Heilbad. Während des Zweiten Weltkriegs war hier ein Lazarett untergebracht. Nach dem Krieg entwickelte sich das Bad seit 1947 nach und nach zu einer modernen Rehabilitationsklinik. 1976 wurde das neue Hauptgebäude eingeweiht (Erweiterung 1991/92) und 1982 das alte Hauptgebäude an der B 27 abgerissen.
Im Jahre 1997 erwarb die Evangelische Heimstiftung 51 Prozent der Geschäftsanteile der Bad Sebastiansweiler GmbH; 2014 veräußerte die Basler Mission alle ihr verbliebenen Geschäftsanteile an die Evangelische Heimstiftung. Es erfolgten weitere Neubauten. Neben der Rehabilitationsklinik stehen heute die ambulante Therapie und das Betreute Wohnen im Fokus der Einrichtung.
Nach wie vor wird das Heilbad aus drei Quellen gespeist. Es handelt sich um heilkräftiges schwefelhaltiges Calcium-Magnesium-Natrium-Sulfat-Hydrogencarbonat-Wasser.
In der früheren Kapelle ist seit 2009 das Atelier des gebürtigen Mössinger Künstlers Andreas Felger untergebracht.